# Coppa Davis 2006 Zona Americana
La Zona Americana (Americas Zone) è una delle 3 divisioni zonali nell'ambito della Coppa Davis 2006.

## Gruppo I
|                                                        | Play-off 2º turno 22-24 settembre                      | Play-off 2º turno 22-24 settembre                      | Play-off 2º turno 22-24 settembre                      |                                                        |  | Play-off 1º turno 21-23 luglio | Play-off 1º turno 21-23 luglio | Play-off 1º turno 21-23 luglio |                          |                              | 1º turno 10-12 febbraio      | 1º turno 10-12 febbraio      | 1º turno 10-12 febbraio      |                              |                                                    | 2º turno 7-9 aprile                                | 2º turno 7-9 aprile                                | 2º turno 7-9 aprile                                |                                                    |                           |
|                                                        |                                                        |                                                        |                                                        |                                                        |  |                                |                                |                                |                          |                              |                              |                              |                              |                              |                                                    |                                                    |                                                    |                                                    |                                                    |                           |
|                                                        |                                                        |                                                        |                                                        |                                                        |  |                                |                                |                                |                          |                              |                              |                              |                              |                              |                                                    |                                                    |                                                    |                                                    |                                                    |                           |
|                                                        |                                                        |                                                        |                                                        |                                                        |  |                                |                                |                                |                          |                              | S                            | Ecuador                      |                              |                              |                                                    |                                                    |                                                    |                                                    |                                                    |                           |
|                                                        |                                                        |                                                        |                                                        |                                                        |  | Lima, Perù (Terra)             | Lima, Perù (Terra)             | Lima, Perù (Terra)             | Lima, Perù (Terra)       |                              |                              | bye                          |                              |                              |                                                    | Cuenca, Ecuador (Terra)                            | Cuenca, Ecuador (Terra)                            | Cuenca, Ecuador (Terra)                            | Cuenca, Ecuador (Terra)                            | Cuenca, Ecuador (Terra)   |
|                                                        |                                                        |                                                        |                                                        |                                                        |  | S                              | Ecuador                        | 1                              |                          |                              |                              |                              |                              |                              | S                                                  | Ecuador                                            | 0                                                  |                                                    |                                                    |                           |
|                                                        |                                                        |                                                        |                                                        |                                                        |  |                                | Perù                           | 4                              |                          | Asia District Perù (Terra)   | Asia District Perù (Terra)   | Asia District Perù (Terra)   | Asia District Perù (Terra)   |                              |                                                    | Brasile                                            | 4                                                  |                                                    |                                                    |                           |
|                                                        |                                                        |                                                        |                                                        |                                                        |  |                                |                                |                                |                          |                              | Perù                         | 2                            |                              |                              |                                                    |                                                    |                                                    |                                                    |                                                    |                           |
|                                                        | Higuerote, Venezuela (Cemento)                         | Higuerote, Venezuela (Cemento)                         | Higuerote, Venezuela (Cemento)                         | Higuerote, Venezuela (Cemento)                         |  |                                |                                |                                |                          |                              | Brasile                      | 3                            |                              |                              |                                                    |                                                    |                                                    |                                                    |                                                    |                           |
|                                                        | S                                                      | Ecuador                                                | 0                                                      |                                                        |  |                                |                                |                                |                          |                              |                              |                              |                              |                              |                                                    |                                                    |                                                    |                                                    |                                                    |                           |
|                                                        |                                                        | Venezuela                                              | 5                                                      |                                                        |  |                                |                                |                                |                          | Maracay, Venezuela (Cemento) | Maracay, Venezuela (Cemento) | Maracay, Venezuela (Cemento) | Maracay, Venezuela (Cemento) | Maracay, Venezuela (Cemento) |                                                    |                                                    |                                                    |                                                    |                                                    |                           |
|                                                        |                                                        |                                                        |                                                        |                                                        |  |                                |                                |                                |                          |                              |                              | Venezuela                    | 1                            |                              |                                                    |                                                    |                                                    |                                                    |                                                    |                           |
|                                                        |                                                        |                                                        |                                                        |                                                        |  | Québec, Canada (Cemento)       | Québec, Canada (Cemento)       | Québec, Canada (Cemento)       | Québec, Canada (Cemento) |                              |                              | Messico                      | 4                            |                              |                                                    | Città del Messico (Terra)                          | Città del Messico (Terra)                          | Città del Messico (Terra)                          | Città del Messico (Terra)                          | Città del Messico (Terra) |
|                                                        |                                                        |                                                        |                                                        |                                                        |  | Venezuela                      | 2                              |                                |                          |                              |                              |                              |                              |                              | Messico                                            | 4                                                  |                                                    |                                                    |                                                    |                           |
|                                                        |                                                        |                                                        |                                                        |                                                        |  | S                              | Canada                         | 3                              |                          |                              |                              |                              |                              |                              | S                                                  | Canada                                             | 1                                                  |                                                    |                                                    |                           |
|                                                        |                                                        |                                                        |                                                        |                                                        |  |                                |                                |                                |                          |                              | bye                          |                              |                              |                              |                                                    |                                                    |                                                    |                                                    |                                                    |                           |
|                                                        |                                                        |                                                        |                                                        |                                                        |  |                                |                                |                                |                          |                              | S                            | Canada                       |                              |                              |                                                    |                                                    |                                                    |                                                    |                                                    |                           |
| Ecuador retrocessa al Group II della Coppa Davis 2007. | Ecuador retrocessa al Group II della Coppa Davis 2007. | Ecuador retrocessa al Group II della Coppa Davis 2007. | Ecuador retrocessa al Group II della Coppa Davis 2007. | Ecuador retrocessa al Group II della Coppa Davis 2007. |  |                                |                                |                                |                          |                              |                              |                              |                              |                              | Brasile e Messico ammesse ai World Group Play-off. | Brasile e Messico ammesse ai World Group Play-off. | Brasile e Messico ammesse ai World Group Play-off. | Brasile e Messico ammesse ai World Group Play-off. | Brasile e Messico ammesse ai World Group Play-off. |                           |

## Gruppo II
|                                                                     | Play-off 7-9 aprile                                                 | Play-off 7-9 aprile                                                 | Play-off 7-9 aprile                                                 |                                                                     |                                                           | 1º turno 10-12 febbraio                                   | 1º turno 10-12 febbraio                                   | 1º turno 10-12 febbraio                                   |                             |                             | 2º turno 7-9 aprile         | 2º turno 7-9 aprile         | 2º turno 7-9 aprile         |                             |                                                      | 3º turno 22-24 settembre                             | 3º turno 22-24 settembre                             | 3º turno 22-24 settembre                             |                                                      |                                                |
|                                                                     |                                                                     |                                                                     |                                                                     |                                                                     |                                                           |                                                           |                                                           |                                                           |                             |                             |                             |                             |                             |                             |                                                      |                                                      |                                                      |                                                      |                                                      |                                                |
|                                                                     |                                                                     |                                                                     |                                                                     |                                                                     |                                                           | Santa Cruz de la Sierra, Bolivia (Terra)                  |                                                           |                                                           |                             |                             |                             |                             |                             |                             |                                                      |                                                      |                                                      |                                                      |                                                      |                                                |
|                                                                     |                                                                     |                                                                     |                                                                     |                                                                     |                                                           |                                                           | Paraguay                                                  | 4                                                         |                             |                             |                             |                             |                             |                             |                                                      |                                                      |                                                      |                                                      |                                                      |                                                |
|                                                                     | Salto, Uruguay (Terra)                                              | Salto, Uruguay (Terra)                                              | Salto, Uruguay (Terra)                                              | Salto, Uruguay (Terra)                                              |                                                           |                                                           | Bolivia                                                   | 1                                                         |                             |                             | Bogotà, Colombia (Terra)    | Bogotà, Colombia (Terra)    | Bogotà, Colombia (Terra)    | Bogotà, Colombia (Terra)    | Bogotà, Colombia (Terra)                             |                                                      |                                                      |                                                      |                                                      |                                                |
|                                                                     |                                                                     | Bolivia                                                             | 0                                                                   |                                                                     |                                                           |                                                           |                                                           |                                                           |                             |                             | Paraguay                    | 1                           |                             |                             |                                                      |                                                      |                                                      |                                                      |                                                      |                                                |
|                                                                     |                                                                     | Uruguay                                                             | 5                                                                   |                                                                     | Bogotà, Colombia (Terra)                                  | Bogotà, Colombia (Terra)                                  | Bogotà, Colombia (Terra)                                  | Bogotà, Colombia (Terra)                                  |                             |                             | Colombia                    | 4                           |                             |                             |                                                      |                                                      |                                                      |                                                      |                                                      |                                                |
|                                                                     |                                                                     |                                                                     |                                                                     |                                                                     |                                                           | Uruguay                                                   | 1                                                         |                                                           |                             |                             |                             |                             |                             |                             |                                                      |                                                      |                                                      |                                                      |                                                      |                                                |
|                                                                     |                                                                     |                                                                     |                                                                     |                                                                     |                                                           |                                                           | Colombia                                                  | 4                                                         |                             |                             |                             |                             |                             |                             |                                                      | Santo Domingo, Repubblica Dominicana (Cemento)       | Santo Domingo, Repubblica Dominicana (Cemento)       | Santo Domingo, Repubblica Dominicana (Cemento)       | Santo Domingo, Repubblica Dominicana (Cemento)       | Santo Domingo, Repubblica Dominicana (Cemento) |
|                                                                     |                                                                     |                                                                     |                                                                     |                                                                     |                                                           |                                                           |                                                           |                                                           |                             |                             |                             |                             |                             |                             |                                                      |                                                      | Colombia                                             | 5                                                    |                                                      |                                                |
|                                                                     |                                                                     |                                                                     |                                                                     |                                                                     |                                                           | Emmastad, Curaçao (Cemento)                               | Emmastad, Curaçao (Cemento)                               | Emmastad, Curaçao (Cemento)                               | Emmastad, Curaçao (Cemento) | Emmastad, Curaçao (Cemento) |                             |                             |                             |                             |                                                      |                                                      | Rep. Dominicana                                      | 0                                                    |                                                      |                                                |
|                                                                     |                                                                     |                                                                     |                                                                     |                                                                     |                                                           |                                                           | Guatemala                                                 | 2                                                         |                             |                             |                             |                             |                             |                             |                                                      |                                                      |                                                      |                                                      |                                                      |                                                |
|                                                                     | Montego Bay, Giamaica (Cemento)                                     | Montego Bay, Giamaica (Cemento)                                     | Montego Bay, Giamaica (Cemento)                                     | Montego Bay, Giamaica (Cemento)                                     |                                                           |                                                           | Antille Olandesi                                          | 3                                                         |                             |                             | Emmastad, Curaçao (Cemento) | Emmastad, Curaçao (Cemento) | Emmastad, Curaçao (Cemento) | Emmastad, Curaçao (Cemento) | Emmastad, Curaçao (Cemento)                          |                                                      |                                                      |                                                      |                                                      |                                                |
|                                                                     |                                                                     | Guatemala                                                           | 2                                                                   |                                                                     |                                                           |                                                           |                                                           |                                                           |                             |                             | Antille Olandesi            | 2                           |                             |                             |                                                      |                                                      |                                                      |                                                      |                                                      |                                                |
|                                                                     |                                                                     | Giamaica                                                            | 3                                                                   |                                                                     | Santiago de los Caballeros, Repubblica Dominicana (Terra) | Santiago de los Caballeros, Repubblica Dominicana (Terra) | Santiago de los Caballeros, Repubblica Dominicana (Terra) | Santiago de los Caballeros, Repubblica Dominicana (Terra) |                             |                             | Rep. Dominicana             | 3                           |                             |                             |                                                      |                                                      |                                                      |                                                      |                                                      |                                                |
|                                                                     |                                                                     |                                                                     |                                                                     |                                                                     |                                                           | Giamaica                                                  | 0                                                         |                                                           |                             |                             |                             |                             |                             |                             |                                                      |                                                      |                                                      |                                                      |                                                      |                                                |
|                                                                     |                                                                     |                                                                     |                                                                     |                                                                     |                                                           |                                                           | Rep. Dominicana                                           | 5                                                         |                             |                             |                             |                             |                             |                             |                                                      |                                                      |                                                      |                                                      |                                                      |                                                |
| Bolivia e Guatemala retrocesse al Group III della Coppa Davis 2007. | Bolivia e Guatemala retrocesse al Group III della Coppa Davis 2007. | Bolivia e Guatemala retrocesse al Group III della Coppa Davis 2007. | Bolivia e Guatemala retrocesse al Group III della Coppa Davis 2007. | Bolivia e Guatemala retrocesse al Group III della Coppa Davis 2007. |                                                           |                                                           |                                                           |                                                           |                             |                             |                             |                             |                             |                             | Colombia promossa al Group I della Coppa Davis 2007. | Colombia promossa al Group I della Coppa Davis 2007. | Colombia promossa al Group I della Coppa Davis 2007. | Colombia promossa al Group I della Coppa Davis 2007. | Colombia promossa al Group I della Coppa Davis 2007. |                                                |

## Gruppo III
Località: Maya Country Club, Santa Tecla, El Salvador (Terra)

Data: 14-18 giugno
|   | Gruppo A                | BAH | PUR | HON | TRI |   |                   | Gruppo B | CUB | ESA | CRC | HAI |
| 1 | Bahamas (2-1)           |     | 3-0 | 1-2 | 2-1 | 1 | Cuba (2-1)        |          | 1-2 | 2-1 | 3-0 |     |
| 2 | Porto Rico (2-1)        | 0-3 |     | 3-0 | 3-0 | 2 | El Salvador (2-1) | 2-1      |     | 1-2 | 3-0 |     |
| 3 | Honduras (1-2)          | 2-1 | 0-3 |     | 0-3 | 3 | Costa Rica (1-2)  | 1-2      | 2-1 |     | 1-2 |     |
| 4 | Trinidad e Tobago (1-2) | 1-2 | 0-3 | 3-0 |     | 4 | Haiti (1-2)       | 0-3      | 0-3 | 2-1 |     |     |

|   | 1°-4° Play-off    | ESA | CUB | BAH | PUR |   |                         | 5°-8°Play-off | CRC | HAI | HON | TRI |
| 1 | El Salvador (3-0) |     | 2-1 | 3-0 | 2-1 | 1 | Costa Rica (2-1)        |               | 1-2 | 2-1 | 2-1 |     |
| 2 | Cuba (2-1)        | 1-2 |     | 3-0 | 2-1 | 2 | Haiti (2-1)             | 2-1           |     | 0-3 | 2-1 |     |
| 3 | Bahamas (1-2)     | 0-3 | 0-3 |     | 3-0 | 3 | Honduras (1-2)          | 1-2           | 3-0 |     | 0-3 |     |
| 4 | Porto Rico (0-3)  | 1-2 | 1-2 | 0-3 |     | 4 | Trinidad e Tobago (1-2) | 1-2           | 1-2 | 3-0 |     |     |

- El Salvador e Cuba promosse al Gruppo II della Coppa Davis 2007.
- Honduras e Trinidad e Tobago retrocesse nel Gruppo IV della Coppa Davis 2007.

## Gruppo IV
Località: Maya Country Club, Santa Tecla, El Salvador (Terra)

Data: 14-18 giugno
|   |                               | BAR | PAN | LCA | ISV | BER |
| 1 | Barbados (3-1)                |     | 2-1 | 2-1 | 1-2 | 3-0 |
| 2 | Panama (3-1)                  | 1-2 |     | 2-1 | 2-1 | 3-0 |
| 3 | Saint Lucia (2-2)             | 1-2 | 1-2 |     | 3-0 | 3-0 |
| 4 | Isole Vergini Americane (2-2) | 2-1 | 1-2 | 0-3 |     | 3-0 |
| 5 | Bermuda (0-4)                 | 0-3 | 0-3 | 0-3 | 0-3 |     |

- Barbados e Panama promosse al Gruppo III della Coppa Davis 2007.